# Кінотеатр світових шедеврів
Кінотеа́тр світови́х шеде́врів (яп. 世界名作劇場, Секай Мейсаку Ґекідзьо, англ. World Masterpiece Theater) — японський цикл телевізійних аніме-серіалів. У рамках цього проєкту щороку виходила одна анімаційна версія твору для дітей або підлітків. Серіали виходили з 1975 до 1997 року, поновлено проєкт у 2007 році. Виробництвом займалась студія Nippon Animation, демонстрація відбувалась переважно на телеканалах Fuji Television. Над деякими серіалами працювали відомі майстри аніме — Міядзакі Хаяо та Такахата Ісао.
«Кінотеатр світових шедеврів» тривав 23 сезони: від серіалу «Ніклас, хлопчик із Фландрії» 1975 року до картини «Бездомна дівчинка Ремі» 1997 року. У 2007 році Nippon Animation відновила цикл серіалом «Знедолені: Козетта», прем'єра якого відбулась 7 січня на телеканалі BS Fuji. Вихід наступного (двадцять п'ятого у циклі) серіалу «Тривала мандрівка Порфі» відбувся 6 січня 2008 року теж на BS Fuji. 5 квітня 2009 року відбулась прем'єра двадцять шостого серіалу у циклі «Привіт, Анно! Що було до Зелених Дахів», який на даний момент є останнім.
Лише кілька серіалів були продубльовані англійською для американського ринку: «Пригоди Тома Сойєра» (1980), «Флона на чудесному острові» (1981), «Маленькі жінки» (1987), «Анна з Зелених Дахів» (1979), «Пригоди Пітера Пена» (1989), «Буш-бейбі, маленький янгол Великих Рівнин» (1992) та «Тіко та друзі» (1994). Супутниковий телеканал Animax, що спеціалізується на демонстрації аніме, також продублював деякі серіали англійською для показу в Південно-Східній Азії та Південній Азії, зокрема картину «Маленька принцеса Сара». Серіали мали успіх й у Європі, особливо «Анна з Зелених Дахів» — остання робота Міядзакі Хаяо (як аніматора) для студії Nippon Animation, зрежисована Такахата Ісао, «Хайді», «Маленька принцеса Сара».
Проєкту «Кінотеатр світових шедеврів» передував проєкт «Кінотеатр Калпісу», що спонсорувався японським виробником безалкогольних напоїв і тривав з 1969 до 1974 року.
Українською мовою серіали циклу («Єнотик Раскаль», «Ніклас, хлопчик із Фландрії») вперше почали транслюватися на телеканалі Малятко TV у 2011 році.

## Виробництво

### До «Nippon Animation»— «Кінотеатр Калпісу» (1969—1974)
1. Дороро і Хякімару (1969; Dororo to Hyakkimaru, どろろと百鬼丸)
2. Мумі-тролі (1969-1970; Moomin, ムーミン)
3. Андерсенові історії (1971; Andersen Monogatari, アンデルセン物語)
4. Нові Мумі-тролі (1972; Shin Moomin, 新 ムーミン)
5. Рокі Чак та гірський пацюк (1973; Yama Nezumi Rocky Chuck, 山ねずみ ロッキーチャック)
6. Хайді (1974; Alps no Shoujo Heidi, アルプスの少女ハイジ)

### «Nippon Animation»
1. Ніклас, хлопчик із Фландрії (1975; Furandasu no Inu, フランダースの犬)
2. Марко (1976; Haha o Tazunete Sanzen Ri, 母をたずねて三千里,)
3. Єнотик Раскаль (1977; Araiguma Rascal, あらいぐまラスカル)
4. Історія Перрін (1978; Perīnu Monogatari, ペリーヌ物語)
5. Анна з Зелених Дахів (1979; Akage no An, 赤毛のアン)
6. Пригоди Тома Сойєра (1980; Tomu Sōyā no Bōken, トム・ソーヤーの冒険)
7. Флона на чудесному острові (1981; Kazoku Robinson Hyōryūki Fushigi na Shima no Furōne, 家族ロビンソン漂流記 ふしぎな島のフローネ)
8. Південна веселка Люсі (1982; Minami no Niji no Rūshī, 南の虹のルーシー)
9. Альпійська історія: Моя Аннетт (1983; Arupusu Monogatari: Watashi no Annetto, わたしのアンネット)
10. Катрі, дівчинка з луків (1984; Makiba no Shōjo Katori, 牧場の少女カトリ,)
11. Маленька принцеса Сара (1985; Shōkōjo Sēra, 小公女セーラ)
12. Поліана (1986; Ai Shōjo Porianna Monogatari, 愛少女ポリアンナ物語)
13. Маленькі жінки (1987; Ai no Wakakusa Monogatari, 愛の若草物語)
14. Маленький лорд Фонтлерой (1988; Shōkōshi Sedi, 小公子セディ)
15. Пригоди Пітера Пена (1989; Pītā Pan no Bōken, ピーターパンの冒険)
16. Довгоногий дядюшка (1990; Watashi no Ashinaga Ojisan, 私のあしながおじさん)
17. Родина співаків фон Трапп (1991; Torappu Ikka Monogatari, トラップ一家物語)
18. Буш-бейбі, маленький янгол Великих Рівнин (1992; Daisōgen no Chīsana Tenshi Busshu Beibī, 大草原の小さな天使 ブッシュベイビー)
19. Маленькі жінки: Нен і тітонька Джо (1993; Wakakusa Monogatari Nan to Jōsensei, 若草物語 ナンとジョー先生)
20. Тіко та друзі (1994; Nanatsu no Umi no Tico, 七つの海のティコ)
21. Блакитні небеса Ромео (1995; Romeo no Aoi Sora, ロミオの青い空)
22. Славний пес Лессі (1996; Meiken Lassie, 名犬ラッシー)
23. Бездомна дівчинка Ремі (1996-1997; Ie Naki Ko Remi, 家なき子レミ)
24. Знедолені: Козетта (2007; Re Mizeraburu Shōjo Kozetto, レ・ミゼラブル 少女コゼット)
25. Довга мандрівка Порфі (2008; Porufi no Nagai Tabi, ポルフィの長い旅)
26. Привіт, Анно! Що було до Зелених Дахів (2009; Konnichiwa Anne: Before Green Gables, こんにちは アン)